# Смертоносный дуэт
«Смертоносный дуэт» или «Пара рыцарей» (кит. 雙俠) — гонконгский драматический боевик с Дэвидом Цзянон и Ти Луном в главных ролях.

## Сюжет
После похищения князя в Северном районе Китая небольшая группа патриотов отправляется на миссию спасти своего повелителя и сопроводить его на территорию союзников на юге. Руководит спасательной миссией фехтовальщик Бао Тинтянь, который узнаёт, где держат князя, от схваченного им и его людьми солдата. Однако патриотам требуется помощь, учитывая то, что единственный путь к охраняемой крепости лежит через разваливающийся деревянный мост. Зная, что никто из его людей не способен пройти через это препятствие, Тинтянь отправляется в местную деревню на поиски «атлета», способного помочь решить эту проблему. Между тем главный охранник тюремного соединения посылает своих подручных, чтобы встретиться с «атлетом» и переманить его на свою сторону до патриотов. Это приводит к столкновению двух сторон за ценного человека, из-за чего «атлет» погибает. Тем не менее, прибытие Тинтяня совпадает с визитом старого товарища погибшего, Сяо Бяньфу, который доказывает, что он так же опытен. Тинтянь нанимает новоиспечённого друга. Теперь патриоты готовы пройти мост и столкнуться с тысячью солдат противника ради спасения своего повелителя.

## В ролях
- Дэвид Цзян — Сяо Бяньфу
- Ти Лун — Бао Тинтянь
- Ку Фэн — Вань Тянькуй
- Вон Чун[кит.] — Гао Шунь
- Стэнли Фун[кит.] — Иань Луянь
- Чэнь Син — наследный князь династии Цзинь
- Лау Тань[кит.] — Тин Сю
- Ю Лун — Кан-ван империи Сун

## Кассовые сборы
Кинотеатральный прокат фильма в Гонконге проходил с 22 по 30 декабря 1971 года. Общая сумма сборов за девять дней кинопроката составила HK$ 898 736,10, что позволило Смертоносному дуэту занять двенадцатое место в списке самых кассовых гонконгских лент года.

## Оценки кинокритиков
Уилл Коуф с Silver Emulsion Film Reviews оценил фильм в 3,5 звезды из 4 и охарактеризовал картину как «захватывающий фильм с боевыми искусствами, достигший успеха не фокусируясь на напряжённой борьбе между идеально подобранными противниками, и это тяжёлый подвиг, чтобы справиться с задачей». Борис Хохлов на сайте HKCinema упомянул ряд недостатков, заключающихся в слабом развитии характеров героев и актёрской игре, но похвалил картину за «высококачественный экшен и его изобилие». В итоге «дуэт» получил четыре звезды из пяти возможных.